# Allocasuarina pinaster
Allocasuarina pinaster là một loài thực vật có hoa trong họ Casuarinaceae. Loài này được (C.A.Gardner) L.A.S.Johnson mô tả khoa học đầu tiên năm 1982.